# Battaglia di Lützen (1813)
La battaglia di Lützen, anche detta battaglia di Grossgörschen, venne combattuta il 2 maggio 1813 tra le forze del Primo Impero francese di Napoleone Bonaparte e l'armata della coalizione russo-prussiana guidata dal generale Peter Wittgenstein, durante i più vasti eventi della guerra della sesta coalizione.
Le forze russo-prussiane lanciarono un attacco contro il corpo d'armata del maresciallo Michel Ney acquartierato in posizione avanzata nei pressi di Lützen (oggi in Sassonia-Anhalt) nel tentativo di impedire a Napoleone di catturare la piazzaforte di Lipsia; dopo pesanti scontri, Napoleone riuscì a concentrare le sue forze e lanciare un deciso contrattacco che ributtò indietro i russo-prussiani, inducendo Wittgenstein a ordinare la ritirata. Al termine di una giornata di pesanti combattimenti, tuttavia, Napoleone non riuscì trasformare la vittoria in una rotta decisiva, a causa della carenza di cavalleria in seno alle forze francesi; le perdite riportate dai francesi risultarono anzi superiori a quelle inflitte al nemico, rendendo la battaglia di Lützen uno scontro non decisivo per le sorti del conflitto.

## Antefatti

### Le conseguenze di una disfatta
La conclusione della campagna di Russia nel dicembre 1812 vide il completo annichilimento della Grande Armata napoleonica: dei 600 000 uomini che avevano attraversato il confine russo nel giugno precedente, solo poche decine di migliaia erano riuscite a rientrare vive nel Ducato di Varsavia alleato della Francia. Napoleone aveva lasciato i resti della sua armata il 5 dicembre per rientrare precipitosamente a Parigi, sia per dare il via all'allestimento di una nuova forza militare che per consolidare la sua base di potere, scossa da un fallito tentativo di colpo di Stato messo in atto dal generale Claude François de Malet.
I nemici interni non erano l'unica preoccupazione di Napoleone. La disfatta in terra di Russia aveva provocato subbuglio in Germania e in particolare nel Regno di Prussia, un riluttante alleato dei francesi: il 30 dicembre 1812 il corpo d'armata prussiano del generale Ludwig Yorck, aggregato alla Grande Armata nella campagna di Russia, aveva prima sottoscritto con il comando russo una convenzione che rendeva neutrale la sua forza, per poi appoggiare l'invasione della Prussia orientale da parte dei russi. Il 17 gennaio 1813 Napoleone aveva affidato il comando dei superstiti della Grande Armata al viceré Eugenio di Beauharnais; Eugenio concentrò le sue poche forze a Posen in Polonia, ma la difesa della linea della Vistola dagli attacchi dei russi si rivelò impossibile e ben presto i francesi arretrarono prima sull'Oder e poi sull'Elba mentre alle loro spalle l'insurrezione prendeva vita in tutta la Germania settentrionale. Il 7 febbraio i russi entrarono indisturbati a Varsavia; il titubante re Federico Guglielmo III di Prussia aveva tentato di prendere tempo, per poi schierarsi definitivamente dalla parte dello zar Alessandro I di Russia con la firma del trattato di Kalisz il 28 febbraio 1813.

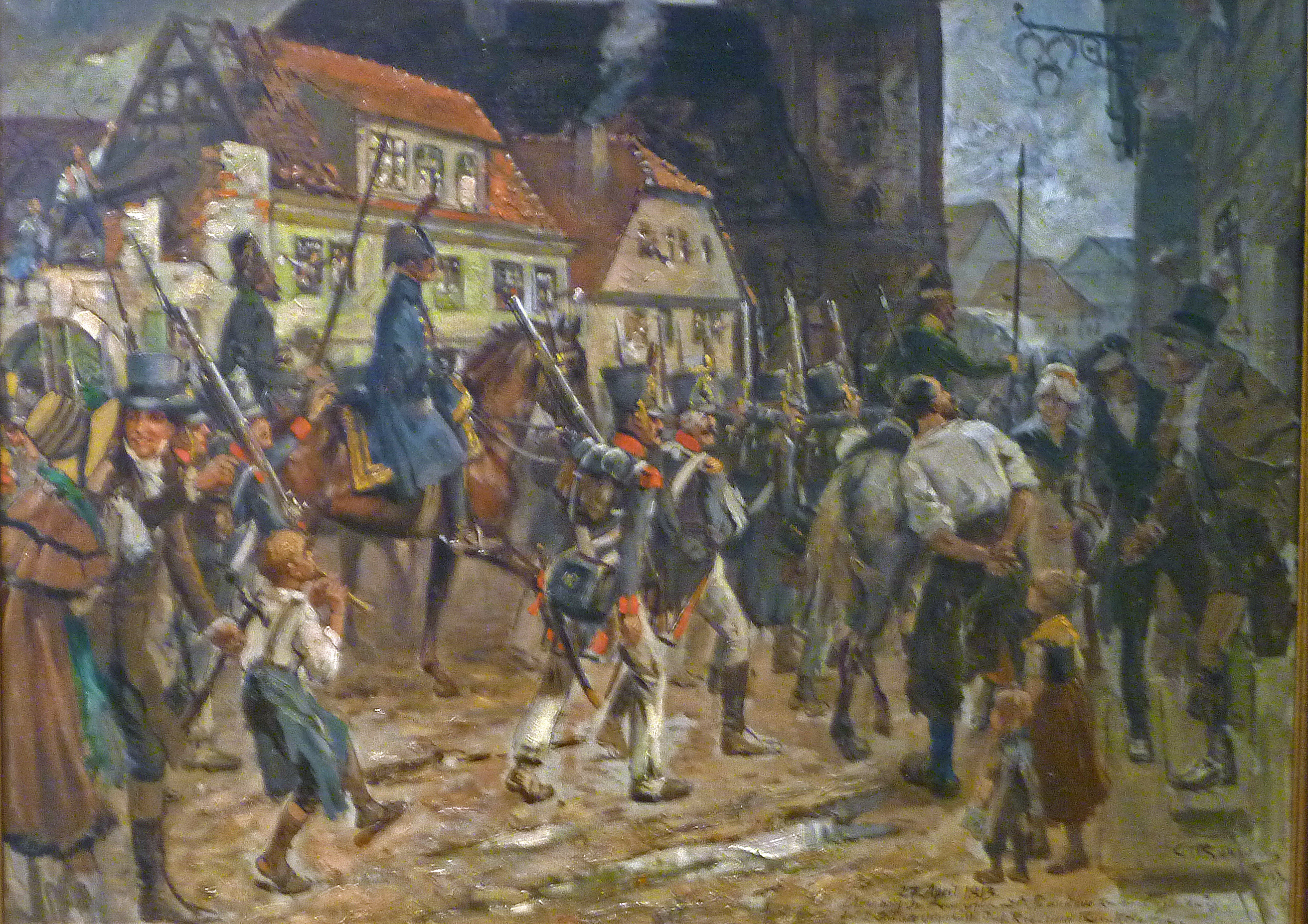
Le truppe francesi lasciano Berlino nell'aprile 1813 in un quadro di Carl Röhling

Dopo l'arrivo dei primi reparti russi a Berlino, il 13 marzo la Prussia dichiarò formalmente guerra alla Francia; le unità prussiane comandate dai generali Yorck e Friedrich Wilhelm von Bülow si unirono al corpo russo del generale Peter Wittgenstein vicino a Berlino, formando un'armata congiunta di 40 000 uomini, mentre altri 30 000 russi si trovavano a Kalisch sul confine prussiano-polacco sotto la guida del cauto comandante in capo dei coalizzati, il generale russo Michail Illarionovič Kutuzov. Un'avanguardia russa di 13 000 uomini al comando del generale Ferdinand von Wintzingerode entrò in Slesia e si unì ai 25 000 prussiani comandati dal generale Gebhard von Blücher: questa forza congiunta penetrò nel Regno di Sassonia, uno dei più importanti alleati tedeschi della Francia, e occupò la capitale sassone di Dresda il 27 marzo mentre il re Federico Augusto I fuggiva a Praga. Più a nord, il 5 aprile i russo-prussiani di Wittgenstein sconfissero i francesi nella battaglia di Möckern spingendo Eugenio a ordinare un ripiegamento generale dall'alto corso dell'Elba alla linea del fiume Saale più a ovest. Le armate di Wittgenstein e Blücher inseguirono i francesi con cautela, varcando l'Elba e raggiungendo Saalfeld il 9 aprile; l'intenzione dei russo-prussiani era di impegnare le forze francesi prima che Napoleone giungesse dalla madrepatria con i rinforzi, ma l'alto comando alleato si ritrovò invischiato in lunghe discussioni sulla scelta di un nuovo comandante in campo dopo la grave malattia che aveva colpito Kutuzov, destinato a morire il 28 aprile. Le unità dei coalizzati rimasero quindi a indugiare lungo la Saale per diversi giorni.

### Napoleone al contrattacco
Mentre i francesi arretravano in Germania orientale, Napoleone aveva speso ogni energia per ricostruire il suo esercito: fu anticipata la coscrizione delle classi di leva del 1813 e del 1814, furono trasferite nell'esercito campale le coorti della Guardia nazionale e contingenti di marinai e cannonieri di marina, e furono richiamate quante più forze possibili dal teatro di guerra della Penisola iberica. Per il 12 marzo l'imperatore era riuscito a mettere insieme un'armata di 226 000 uomini e 457 cannoni: i ranghi della fanteria erano un miscuglio di coscritti inesperti o troppo anziani tenuti insieme da un piccolo nucleo di veterani, ma la ricostruzione della cavalleria si rivelò difficilissima a causa della forte penuria di cavalcature, cadute in gran numero nella campagna di Russia.
Il 18 aprile Napoleone era a Magonza, dove riunì il suo quartier generale. Le forze francesi furono riorganizzate in due armate, l'Armata del Meno al comando dello stesso imperatore con 121 000 uomini suddivisi nei corpi d'armata dei marescialli Michel Ney, Auguste Marmont, Nicolas Charles Oudinot e del generale Henri Gatien Bertrand, e l'Armata dell'Elba sotto il comando di Eugenio con 58 000 uomini dei corpi d'armata del maresciallo Étienne Macdonald e del generale Jacques de Lauriston; altri 20 000 uomini sotto il maresciallo Louis Nicolas Davout erano diretti a rioccupare Amburgo sul basso Elba, mentre i 30 000 uomini del generale Jean Rapp erano da gennaio tagliati fuori e assediati dai russi a Danzica. L'intenzione originaria di Napoelone era di lanciare al più presto una puntata su Berlino, e poi eventualmente calare a sud sul fianco scoperto delle armate alleate in Sassonia o procedere a nord verso Danzica per liberare Rapp dall'assedio, ma con i coalizzati ammassati dietro il Saale l'imperatore optò per un nuovo piano: invece di aggirare le armate nemiche da nord, le avrebbe aggirate da sud marciando verso Lipsia e poi Dresda con l'Armata del Meno, tagliando le linee di comunicazione nemiche con Berlino e la Slesia, mentre Eugenio e l'Armata dell'Elba avrebbero marciato in parallelo all'Armata del Meno proteggendo il suo fianco settentrionale; se i coalizzati avessero assalito una delle armate francesi, l'altra avrebbe manovrato per colpire il nemico sul fianco. Napoleone cercava in ogni modo una battaglia campale decisiva contro i russo-prussiani: una chiara vittoria avrebbe intimidito l'Impero austriaco, in quel momento ancora neutrale e in attesa degli eventi, e convinto gli stati tedeschi della Confederazione del Reno a tenere fede al loro patto di alleanza con la Francia.

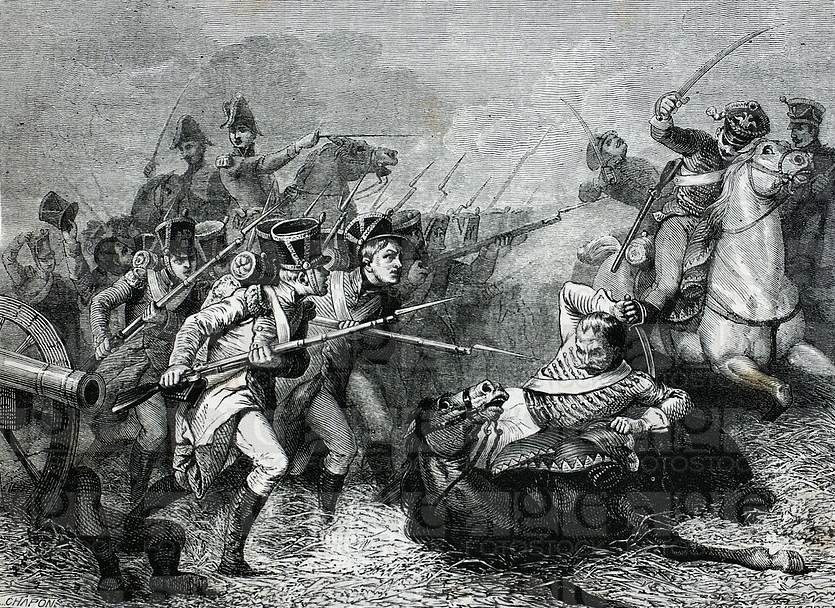
Lo scontro di Weißenfels in una stampa del XIX secolo

Dopo vari ritardi a causa della pessima situazione logistica e delle lente procedure di mobilitazione, i primi reparti francesi varcarono il Saale il 1º maggio: mentre l'Armata dell'Elba di Eugenio marciava in direzione di Schladelbach, più a sud Napoleone divise l'Armata del Meno in due colonne, una con i corpi d'armata di Oudinot e Bertrand che diresse verso Naumburg a sud e una con i corpi di Ney e Marmont che mosse su Lützen a nord, con Lipsia come obiettivo finale; il passaggio del Saale fu debolmente contrastato dagli avamposti dei coalizzati, ma in una scaramuccia a Weißenfels non lontano da Lützen rimase ucciso il maresciallo francese Jean Baptiste Bessières, comandante della cavalleria della Guardia imperiale e vecchio compagno d'armi di Napoleone. La carenza di cavalleria rendeva difficile la ricognizione e la raccolta di informazioni per i francesi, ma da vari rapporti frammentari Napoleone si convinse che i coalizzati stavano concentrando le loro forze a sud di Lipsia lungo il corso del fiume Elster e che Lipsia stessa era debolmente presidiata: se i russo-prussiani non si fossero mossi il 2 maggio, Napoleone contava di dare loro battaglia il 3 maggio lungo l'Elster con il suo centro e la sua ala destra mentre la sua sinistra li aggirava sul fianco settentrionale passando attraverso Lipsia; se invece i coalizzati avessero attaccato il centro dello schieramento francese il 2 maggio, il corpo del maresciallo Ney doveva tenere a ogni costo la zona intorno a Lützen per dare modo alle due ali francesi di aggirare i fianchi del nemico passando per Lipsia e Zwenkau.
La notizia dell'offensiva francese oltre il Saale spinse l'alto comando dei coalizzati a mettere finalmente da parte le sue divergenze e a convergere sulla scelta di un comandante in capo, il generale russo Wittgenstein; questi ordinò subito di concentrare le forze russo-prussiane a ovest dell'Elster tra Zwenkau e Pegau onde dare battaglia per il 2 maggio alle unità francesi segnalate a est di Lützen (il corpo d'armata di Ney), avanzando poi oltre la stessa Lützen per tagliare la linea delle comunicazioni francesi che passava per Weißenfels: il corpo d'armata prussiano di Blücher doveva costituire il centro dello schieramento alleato con il corpo di Yorck e i russi di Berg e Wintzingerode in appoggio alle sue spalle, i fianchi sarebbero stati presidiati dai corpi del russo Michail Andreevič Miloradovič a sud e del prussiano Friedrich von Kleist a nord nei pressi di Lipsia, mentre lo stesso Wittgenstein avrebbe guidato il resto delle forze russe in appoggio di Blücher. In totale gli alleati disponevano di 67 000 uomini (33 000 prussiani e 34 000 russi) oltre a 407 cannoni e 2 300 irregolari cosacchi.

## La battaglia

### Mosse iniziali
Le prime unità russo-prussiane si misero in marcia alle 01:00 del 2 maggio; l'intenzione di Wittgenstein era di avere tutte le unità in posizione per le 06:00, ma le cose iniziarono ad andare male fin dall'inizio: i corpi di Blücher, Yorck e Berg si ritrovarono tutti ad attraversare l'Elster a Pegau causando intasamenti di traffico e ritardi. Solo verso le 11:00 i coalizzati riuscirono a schierarsi come previsto oltre l'Elster, con il corpo di Blücher in prima linea, quelli di Yorck e Berg in seconda linea e i russi di Wintzingerode in terza linea; l'armata principale di Wittgenstein era in considerevole ritardo e stava ancora sopraggiungendo, mentre a sud Miloradovič, che aveva varcato l'Elster a Zeitz, era ancora troppo arretrato per poter proteggere efficacemente l'ala sinistra dello schieramento alleato.
Un basso crinale aveva celato lo spiegamento dei russo-prussiani oltre l'Elster, una situazione aggravata dal fatto che Ney non aveva inviato, come prescritto da Napoleone, alcuna pattuglia di ricognizione in direzione dell'Elster; ignaro dei movimenti del nemico, la mattina del 2 maggio Napoleone ordinò all'Armata dell'Elba di procedere verso est inviando il corpo d'armata di Lauriston a Lipsia e quello di Macdonald a Markranstädt, mentre i corpi di Bertrand e Marmont dovevano riunirsi a Ney fermo a est di Lützen. Alle 09:00, non avendo ricevuto alcuna notizia da parte dei ricognitori che si presumeva Ney avesse inviato, l'imperatore ritenne che i coalizzati avessero mantenuto una posizione difensiva lungo l'Elster: a Bertrand fu ordinato di inviare una divisione a Taucha in giornata mentre Marmont doveva spingersi entro sera fino a Pegau con Ney in appoggio sul suo fianco sinistro; il quartier generale con la Guardia imperiale si sarebbe insediato a Lützen e qui sarebbe rimasto per tutta la giornata del 2 maggio.
I primi scontri si accesero verso le 10:00, quando il corpo d'armata di Lauriston sulla sinistra dei francesi entrò in contatto con i prussiani di von Kleist a Lindenau, poco a ovest di Lipsia: superiori in numero, i francesi furono in grado di ricacciare i prussiani dentro Lipsia e di conquistare la città per le 14:00. Napoleone lasciò Lützen in compagnia di Ney per andare ad assistere all'azione in corso a Lindenau, quando ricevette improvvisamente un rapporto che segnalava grossi movimenti nemici nella zona di Pegau seguito subito dopo da rumore di fuoco di artiglieria proveniente dalle posizioni francesi a est di Lützen; Ney galoppò subito alla volta del suo quartier generale, mentre Napoleone dettava rapidamente nuove disposizioni: a Marmont fu ordinato di accelerare la sua marcia per andare a rinforzare l'ala destra di Ney, Lauriston ricevette disposizioni di lasciare una delle sue divisioni a Lipsia e di far convergere le altre due in direzione di Zwenkau mentre il corpo di Macdonald doveva fermarsi in attesa di nuovi sviluppi.

### La battaglia del quadrilatero

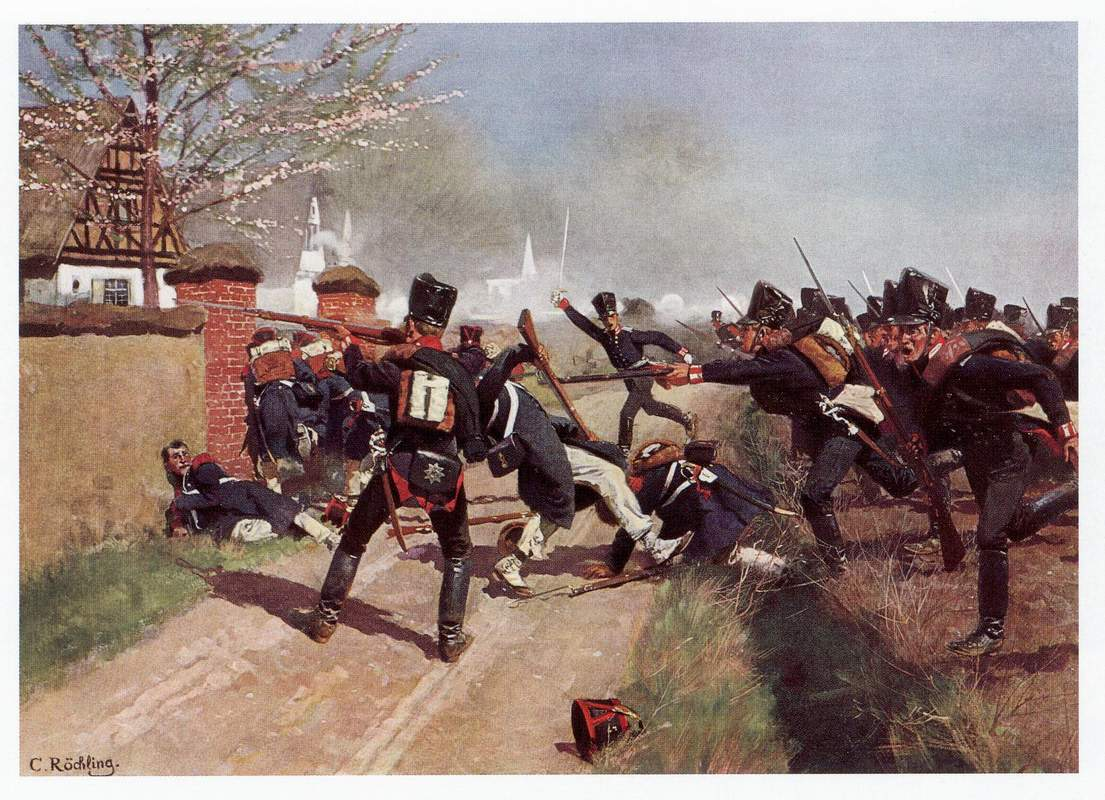
Le guardie prussiane attaccano Grossgörschen in un quadro di Carl Röchling

Dopo l'affaticante marcia notturna, i prussiani di Blücher erano rimasti fermi sulle loro posizioni fino alle 11:30 quando, uscendo dalla copertura offerta loro dal crinale, si mossero in direzione di Lützen imbattendosi negli accampamenti delle divisioni del corpo d'armata di Ney: convinti di essere incappati nel fianco destro dell'armata francese, ritenuta in marcia verso nord da Weißenfels a Lipsia, i prussiani si disposero subito per un attacco. La zona dove si concentrarono i combattimenti più intensi della battaglia di Lützen era un rettangolo di circa un chilometro quadrato posto a est della stessa Lützen, delimitato ai vertici dai villaggi di Kaja (nord-ovest), Kleingörschen (nord-est), Grossgörschen (sud-est) e Rahna (sud-ovest): il terreno davanti ai villaggi era relativamente aperto, ma quello dentro il quadrilatero era per la maggior parte boscoso e in alcuni tratti paludoso. Invece di approfittare subito dell'effetto sorpresa, Blücher fermò la sua armata e per una quarantina di minuti fece bombardare dall'artiglieria i villaggi tenuti dai francesi; solo a quel punto la brigata del generale Ernst von Klüx fu lanciata all'attacco dell'abitato di Grossgörschen, strappandolo ai francesi della divisione del generale Joseph Souham e respingendo poi una serie di contrattacchi.
La cavalleria prussiana manovrò sul fianco destro del corpo di Ney, aggirandolo e spingendosi sul villaggio di Starsiedel, alle spalle del quadrilatero; le forze francesi (la divisione del generale Jean-Baptiste Girard) furono sorprese mentre erano ferme nel loro accampamento, ma ancora una volta, invece di attaccare subito, i prussiani si arrestarono per far avanzare l'artiglieria con cui cannoneggiare il villaggio: ciò diede modo alle prime due divisioni del corpo d'armata di Marmont di prendere posizione a sud di Starsiedel, mettendo al sicuro il fianco esposto di Ney. Nel quadrilatero, alle 13:00 Blücher lanciò la brigata del generale Hans Ernst Karl von Zieten alla conquista del villaggio di Kleingörschen mentre Klüx riconquistò Grossgörschen che era stato momentaneamente ripreso da un contrattacco di Souham, per poi spingersi fino a Rahna. Il maresciallo Ney arrivò quindi sul luogo dello scontro e si affrettò a organizzare un contrattacco delle divisioni di Souham e Girard, spalleggiate dalla divisione del generale Antoine Brenier: i francesi riconquistarono Rahna e Kleingörschen, ma pur superiori in numero non riuscirono a scacciare i prussiani da Grossgörschen. Blücher lanciò quindi in battaglia la sua ultima brigata, quella del generale Friedrich Erhard von Röder, spalleggiata dal fuoco di tutta l'artiglieria del suo corpo d'armata (104 cannoni): i francesi furono respinti da Rahna e Kleingörschen, mentre Kaja fu espugnato da una carica alla baionetta dei fucilieri della Guardia prussiana.

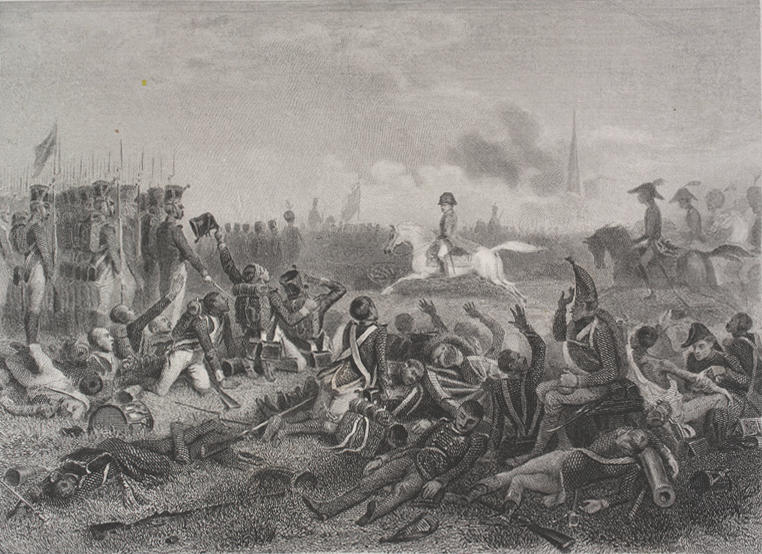
Napoleone giunge sul campo di battaglia di Lützen in una stampa di metà XIX secolo

Per le 14:30 l'intera linea di Ney era in ripiegamento verso ovest, quando Napoleone giunse sul campo di battaglia rincuorando i ranghi dei francesi; l'ultima riserva di Ney, la divisione del generale Étienne Ricard, fu lanciata in un contrattacco che portò alla riconquista di Kaja e del margine settentrionale di Grossgörschen prima di essere bloccata dalla resistenza dei prussiani. Blücher non aveva altre truppe visto che i corpi di Yorck e Berg erano impegnati a fronteggiare Marmont sulla sinistra della linea alleata, ma alle 16:00 arrivò sul campo di battaglia il corpo centrale russo di Wittgenstein: queste truppe fresche furono in grado di allontanare i francesi da Rahna e Kleingörschen e di riconquistare brevemente anche Kaja, da dove però furono respinte dal contrattacco di una brigata della Giovane Guardia francese, appena sopraggiunta da Lützen. Per circa novanta minuti seguirono combattimenti molto confusi durante i quali rimasero feriti sia il maresciallo Ney che il generale Blücher; alla fine, per le 17:30, il corpo d'armata russo comandato dal principe Eugenio di Württemberg fu in grado di conquistare tutti e quattro i villaggi del quadrilatero.
I coalizzati erano sul punto di spezzare il centro della linea francese, ma non avevano altre truppe fresche con cui approfittare del successo e Napoleone si affrettò a consolidare il suo schieramento con la sua Guardia imperiale mentre il tempo guadagnato dalla resistenza di Ney e Marmont aveva permesso ai corpi di Bertrand e Macdonald di mettersi in posizione per aggirare le due ali del nemico. Alle 18:00 la Giovane Guardia guidò un contrattacco generale nel quadrilatero, riconquistando Kaja e inducendo i russo-prussiani a ripiegare in un considerevole disordine; per le 19:00 i quattro villaggi erano ritornati in mano ai francesi. Battuto sul fronte e a rischio di aggiramento, a Wittgenstein non restò altro che ordinare la ritirata sotto la protezione del corpo d'armata di Miloradovič e della cavalleria prussiana di Blücher, che scoraggiò con decisione qualunque inseguimento da parte dei francesi.

## Conseguenze

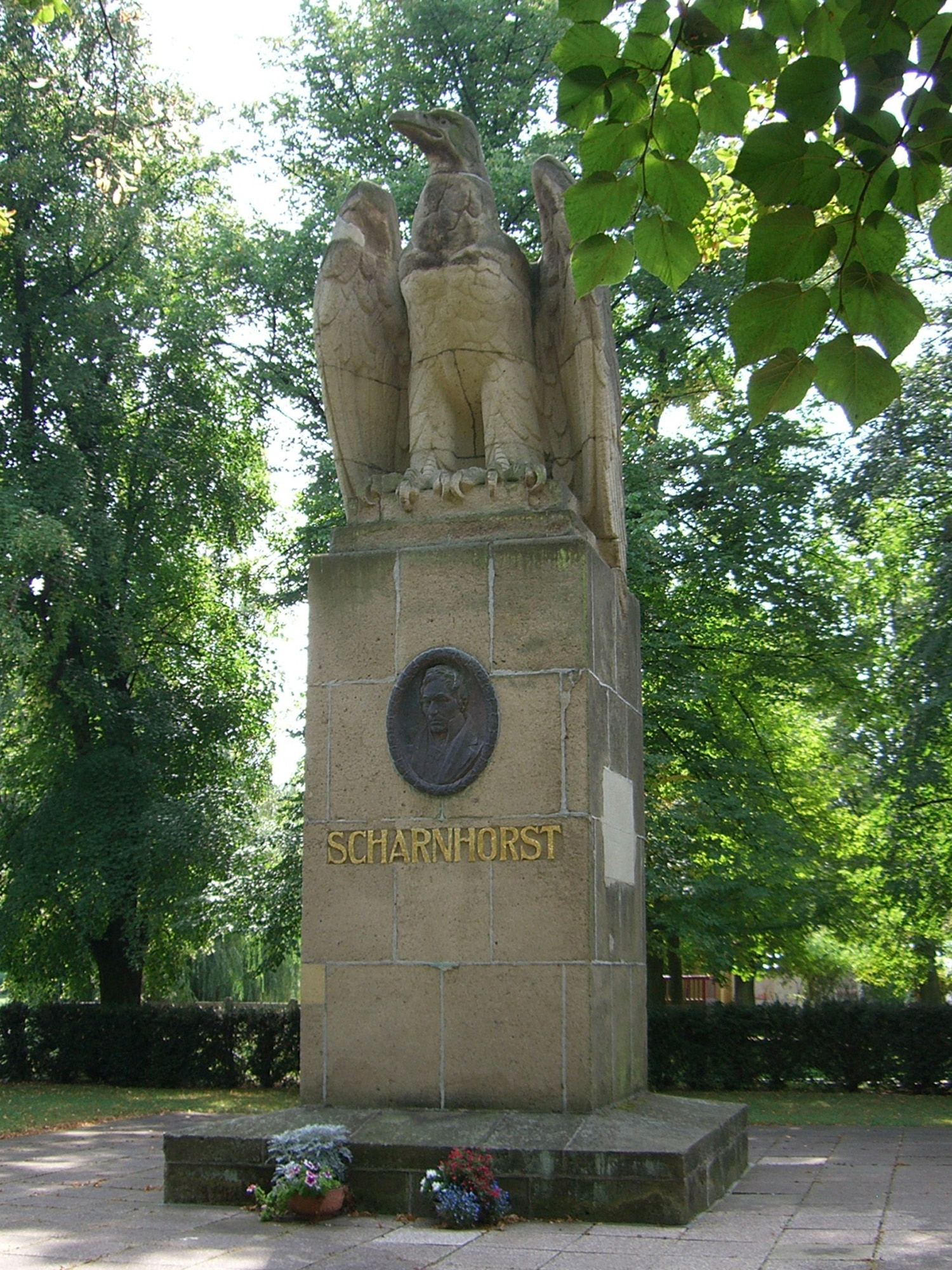
Il monumento a Lützen dedicato a Gerhard von Scharnhorst

La battaglia di Lützen si risolse in una vittoria pirrica dei francesi: se i coalizzati avevano riportato circa 11 500 perdite tra morti e feriti (8 500 nei ranghi prussiani e 3 000 in quelli russi), i francesi riportarono 22 000 perdite di cui 15 000 nel solo corpo d'armata di Ney; gli alleati catturarono cinque cannoni francesi e ne misero fuori combattimento altri ventidue, perdendo a loro volta due pezzi d'artiglieria. Una perdita grave per i coalizzati fu quella del generale Gerhard von Scharnhorst, capo di stato maggiore di Blücher e artefice della riorganizzazione dell'esercito prussiano dopo la disfatta del 1806: ferito a un piede nel corso della battaglia, cadde vittima di un'infezione che lo uccise il 28 giugno 1813.
A Lützen i coalizzati si lasciarono sfuggire un'occasione d'oro per infliggere una dura sconfitta ai francesi, distruggendo l'esposto corpo d'armata di Ney: il cattivo impiego delle loro truppe (pur in netta superiorità in fatto di cavalleria non si accorsero della posizione dei francesi finché non vi urtarono contro) e le troppe occasioni sprecate fecero mancare loro la vittoria, anche se tutto sommato i russo-prussiani riuscirono ad affrontare in battaglia Napoleone, ancora uno dei massimi geni militari della sua epoca, senza riportare gravi danni («Questi animali hanno imparato qualcosa» commentò l'imperatore nei riguardi dei comandi dei coalizzati). La negligenza di Ney in fatto di ricognizione per poco non si rivelò catastrofica per i francesi, ma Napoleone fu abile nel trasformare in un successo la pericolosa crisi venutasi a verificare; i coscritti che rimpinguavano i ranghi della Grande Armata però erano di una qualità decisamente inferiore rispetto ai reparti che Napoleone aveva guidato di vittoria in vittoria nelle campagne precedenti, e pur dimostrando grande coraggio avevano anche subito perdite sanguinose.
Il re di Prussia Federico Guglielmo e lo zar Alessandro avevano fatto da spettatori agli scontri del 2 maggio, e credevano di poter proseguire la battaglia anche per il giorno dopo; conscio dell'inferiorità numerica delle sue truppe, tuttavia, Wittgenstein consigliò una ritirata e le forze russo-prussiane iniziarono a ripiegare con un certo ordine verso Dresda e Meißen sfruttando il confine con la vicina Austria per non subire aggiramenti sul fianco meridionale. La carenza di cavalleria impedì ai francesi di mettere in pratica un inseguimento deciso del nemico in ritirata, mossa che spesso nelle campagne passate aveva trasformato le vittorie di Napoleone in trionfi: le colonne francesi occuparono dopo marce forzate Meißen l'8 maggio e Dresda il 9 maggio, ma non riuscirono a entrare in contatto con i coalizzati che si rifugiarono sulla riva destra dell'Elba. La linea dell'Elba fu forzata a Torgau e Dresda l'11 maggio dopo brevi scontri, ma le unità francesi non erano più in grado di reggere il ritmo delle marce e Napoleone dovette fermare le sue armate per permettere loro di rifiatare. I monarchi alleati desideravano quanto Napoleone una battaglia decisiva per impressionare l'Austria e indurla ad abbandonare la sua neutralità, e fecero forti pressioni su Wittgenstein perché accettasse lo scontro: dopo varie manovre preliminari, le due parti tornarono quindi ad affrontarsi il 20 maggio nella battaglia di Bautzen.